# 滨海圣欧班
滨海圣欧班（法語：Saint-Aubin-sur-Mer，法語發音：[sɛ̃.t‿obɛ̃ syʁ mɛʁ] ⓘ）是法国卡尔瓦多斯省的一个市镇，属于卡昂区。

## 地理
滨海圣欧班（49°19'42"N, 0°23'24"W）面积3.03 平方千米，位于法国诺曼底大区卡爾瓦多斯省，该省份为法国西北部沿海省份，北濒大西洋英吉利海峡，东北与滨海塞纳省以海上边界相接，东临厄尔省，南至奧恩省，西与芒什省接壤。
与滨海圣欧班接壤的市镇（或旧市镇、城区）包括：滨海贝尼耶尔、杜夫尔-拉代利夫朗德、滨海朗格吕讷。

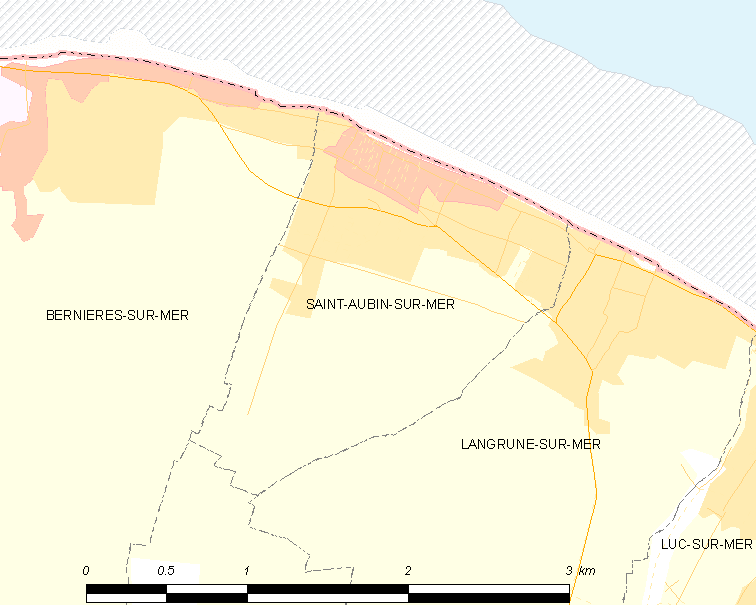
滨海圣欧班的OSM定位图

滨海圣欧班的时区为UTC+01:00、UTC+02:00（夏令时）。

## 行政
滨海圣欧班的邮政编码为14750，INSEE市镇编码为14562。

## 政治
滨海圣欧班所属的省级选区为滨海库尔瑟勒县。

## 人口

1962-2008年间滨海圣欧班人口变化图示

滨海圣欧班于2022年1月1日时的人口数量为2125人。